# Нарта
Нарта је насељено место у саставу општине Штефање у Бјеловарско-билогорској жупанији, Република Хрватска.

## Историја
Године 1841. прота нартански је био поп Василије Рајчевић иначе парох бјеловарски. Тај протопрезвират има 1776. године у свом саставу 11 парохија и 62 парохијске филијале.
Почетком 20. века Нарта је село са оклоним селима: Берек, Блатница, Коларево Село, Криваја, Ламинац, Поток, Сриједска и Утискани. Политичка општина за Нарту је у Иванској а црквена општина у месту. Ту је 1905. године било 1251 дом, од којих су 409 српски. Од укупног броја становника 6398 на Србе православне отпада 2000 душа или 31%. Од јавних здања у Нарти су православна црква и комунална школа; на пошту су ишли у Иванску а због телеграфа у Беловар.
Председник црквене општине 1905. године је Никола Ђукић, а перовођа парох поп Јован Седрамац (1903-1913). Православни храм посвећен Св. великомученику Георгију подигнут је 1770. године. Темпло цркве је осликао 1890. године сликар Јосип Хохнец. Православна парохија је 4. платежне класе, са једним капеланом 6. класе. Има општина парохијски дом, земљишну сесију и српско православно гробље. Црквене матице су заведене 1761. године а парохијско звање постоји од 1770. године. Милан Баришић је 1894. године био парох у Нарти.
Основна школа је комунална са једним школским здањем и школским вртом. Учитељ Марко Шарчевић ради у редовној настави са 90 ученика а у пофторној школи са још 48 старијих ђака. Браћа Никола и Милан Боршић су 1898. године поклонили један барјак "Школској омладини Нарћанској", купљен у Новом Саду. У Нарти је 1939. године одобрено отварање првог разреда Више државне школе, са тим да остају три одељења.
До територијалне реорганизације у Хрватској налазила се у саставу старе општине Чазма.

## Становништво
На попису становништва 2011. године, Нарта је имала 677 становника.

## Попис1991.
На попису становништва 1991. године, насељено место Нарта је имало 814 становника, следећег националног састава:
| Попис 1991.‍  | Попис 1991.‍  | Попис 1991.‍ | Попис 1991.‍ | Попис 1991.‍ |
| ------------ | ------------ | ----------- | ----------- | ----------- |
|              |              |             |             |             |
| Хрвати       | Хрвати       |             | 482         | 59,21%      |
| Срби         | Срби         |             | 220         | 27,02%      |
| Југословени  | Југословени  |             | 74          | 9,09%       |
| Мађари       | Мађари       |             | 5           | 0,61%       |
| Црногорци    | Црногорци    |             | 3           | 0,36%       |
| Муслимани    | Муслимани    |             | 2           | 0,24%       |
| Чеси         | Чеси         |             | 2           | 0,24%       |
| Италијани    | Италијани    |             | 1           | 0,12%       |
| Словенци     | Словенци     |             | 1           | 0,12%       |
| Украјинци    | Украјинци    |             | 1           | 0,12%       |
| неопредељени | неопредељени |             | 7           | 0,85%       |
| регион. опр. | регион. опр. |             | 2           | 0,24%       |
| непознато    | непознато    |             | 14          | 1,71%       |
| укупно: 814  |              |             |             |             |